# Гордон, Джон (кёрлингист)
Джон Го́рдон (англ. John Gordon; род. 27 марта 1958, Ашленд, Висконсин) — американский кёрлингист.
Участник Зимних Олимпийских игр 1998 и 2002 (играл на позиции второго, команда США заняла соответственно четвёртое и седьмое места). Трёхкратный чемпион США среди мужчин (1995, 1996, 1999).

## Достижения
- Чемпионат США по кёрлингу среди мужчин: золото (1995, 1996, 1999).
- Американский олимпийский отбор по кёрлингу: золото (1997, 2001), серебро (1987).

## Команды
| Сезон   | Четвёртый     | Третий          | Второй          | Первый      | Запасной Тренер                    | Турниры                                              |
| ------- | ------------- | --------------- | --------------- | ----------- | ---------------------------------- | ---------------------------------------------------- |
| 1986—87 | Джон Гордон   | ?               | ?               | ?           |                                    | АООК 1987                                            |
| 1992—93 | Тим Сомервилл | Майк Страм      | Майк Шнеебергер | Джон Гордон |                                    | ЧСША 1993 (4 место)                                  |
| 1994—95 | Тим Сомервилл | Майк Шнеебергер | Майлс Брандидж  | Джон Гордон | Бад Сомервилл                      | ЧСША 1995 · ЧМ 1995 (4 место)                        |
| 1995—96 | Тим Сомервилл | Майк Шнеебергер | Майлс Брандидж  | Джон Гордон | Дональд Барком (ЧМ)                | ЧСША 1996 · ЧМ 1996 (7 место)                        |
| 1997—98 | Тим Сомервилл | Майк Пеплински  | Майлс Брандидж  | Джон Гордон | Тим Солин (ЗОИ)                    | АООК 1997 · ЗОИ 1998 (4 место)                       |
| 1998—99 | Тим Сомервилл | Дональд Барком  | Майлс Брандидж  | Джон Гордон | Марк Халупцок (ЧМ) Бад Сомервилл   | ЧСША 1999 · ЧМ 1999 (4 место)                        |
| 1999—00 | Тим Сомервилл | Майк Шнеебергер | Майлс Брандидж  | Джон Гордон | Бад Сомервилл                      | ЧСША 2000 (7 место)                                  |
| 2001—02 | Тим Сомервилл | Майк Шнеебергер | Майлс Брандидж  | Джон Гордон | Дональд Барком (ЗОИ) Бад Сомервилл | АООК 2001 · ЗОИ 2002 (7 место) · ЧСША 2002 (5 место) |
| 2002—03 | Тим Сомервилл | Майк Шнеебергер | Грег Джонсон    | Джон Гордон | Dave Puleo                         | ЧСША 2003 (6 место)                                  |

(скипы выделены полужирным шрифтом)

## Частная жизнь
Женат, четверо детей.
Работает в фирме Slumberland Furniture в Литл-Канада (штат Миннесота).
Начал заниматься кёрлингом в 1977, в возрасте 19 лет.